# Royal Institution of Great Britain

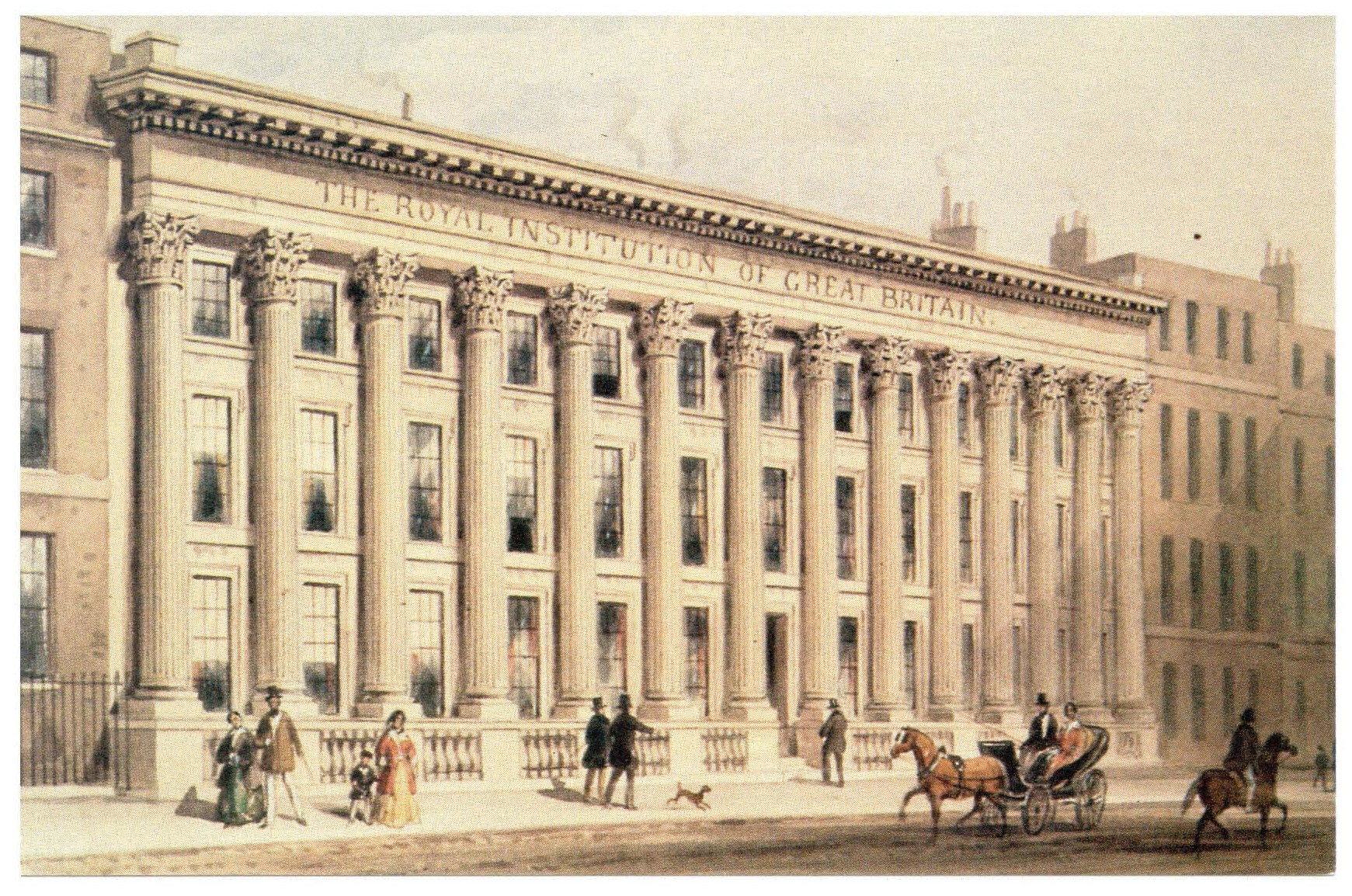
Royal Institution um 1838

Die Royal Institution of Great Britain, im englischen Sprachraum oft verkürzt Royal Institution, ist eine Einrichtung, die sich wissenschaftlicher Ausbildung und der Forschung widmet.

## Geschichte

Einnahmen und Ausgaben der Royal Institution 1799–1814

Am 7. März 1799 wurde im Soho Square House des Präsidenten der Royal Society Joseph Banks in London nach einem Entwurf von Sir Benjamin Thompson, genannt Graf Rumford, die Royal Institution gegründet. Anwesend waren neben ihm führende britische Wissenschaftlern der Zeit, unter anderen Sir Joseph Banks, Henry Cavendish und ihr erster Präsident George Finch. Hauptaufgaben der Royal Institution war erstens die rasche und wirkungsvolle Verbreitung nützlicher Erfindungen und Verbesserungen und zweitens eine breitgefächerte pädagogisch-publizistische Vermittlung technischen Wissens und der Anwendung neuer und verbesserter Methoden, Geräte und Maschinen für Ackerbau, Handwerk und Industrie durch Vorträge, Publikationen, Führungen und ständige Ausstellungen. Ein großer Teil ihrer Gründungsfinanzierung und die Initiative für ihre Gründung wurden von der Society for Bettering the Condition and Increasing the Comforts of the Poor (Gesellschaft für das Verbessern der Bedingungen und das Verbessern Lebensumstände der Armen) unter dem Vorsitz von Thomas Bernard (1750–1818) und Benjamin Thompson eingebracht. Seit Gründung im April 1799 befindet sich der Hauptsitz in einem Haus in der Albemarle Street, im Londoner Stadtteil Mayfair. Ihr königlicher Status wurde 1800 bewilligt.

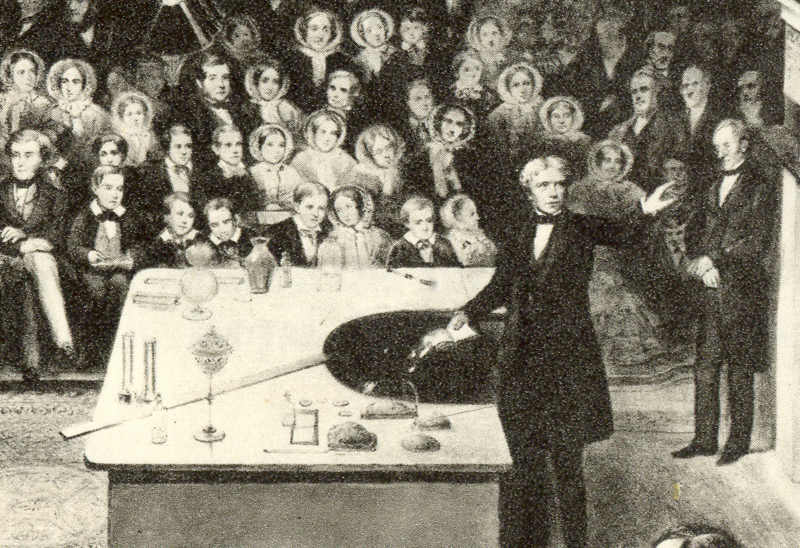
Royal Institution Christmas Lectures 1856

In ihrer Geschichte hat die Royal Institution den staatlichen Bildungs- und Wissenschaftsauftrag durch ihr Vortragsprogramm gestützt. Dazu zählt die 1825 von Michael Faraday begründete Weihnachtsvorlesung. Seit ihrer Gründung hat die Royal Institution eine entscheidende Rolle in der Entwicklung der britischen Wissenschaft gespielt. Berühmte Wissenschaftler, wie zum Beispiel Sir Humphry Davy (Entdecker des Natriums und Kaliums), Michael Faraday, Sir Lawrence Bragg (der den Nobelpreis für seine Arbeit über Röntgenstrahlbeugung gewann), Charles Hatchett oder  Lord George Porter, waren dort tätig. Im 19. Jahrhundert führte Faraday hier viele der Experimente durch, die für die praktische Anwendung der Elektrizität grundlegend waren. Vierzehn Mitglieder der Royal Institution erhielten den Nobelpreis. Zehn chemische Elemente, unter anderem Natrium, sowie die Atomstruktur von Kristallen wurden an der Anstalt entdeckt. Auch der elektrische Generator und die Theorie von der Regression zur Mitte wurden hier entwickelt.

## Royal Institution heute

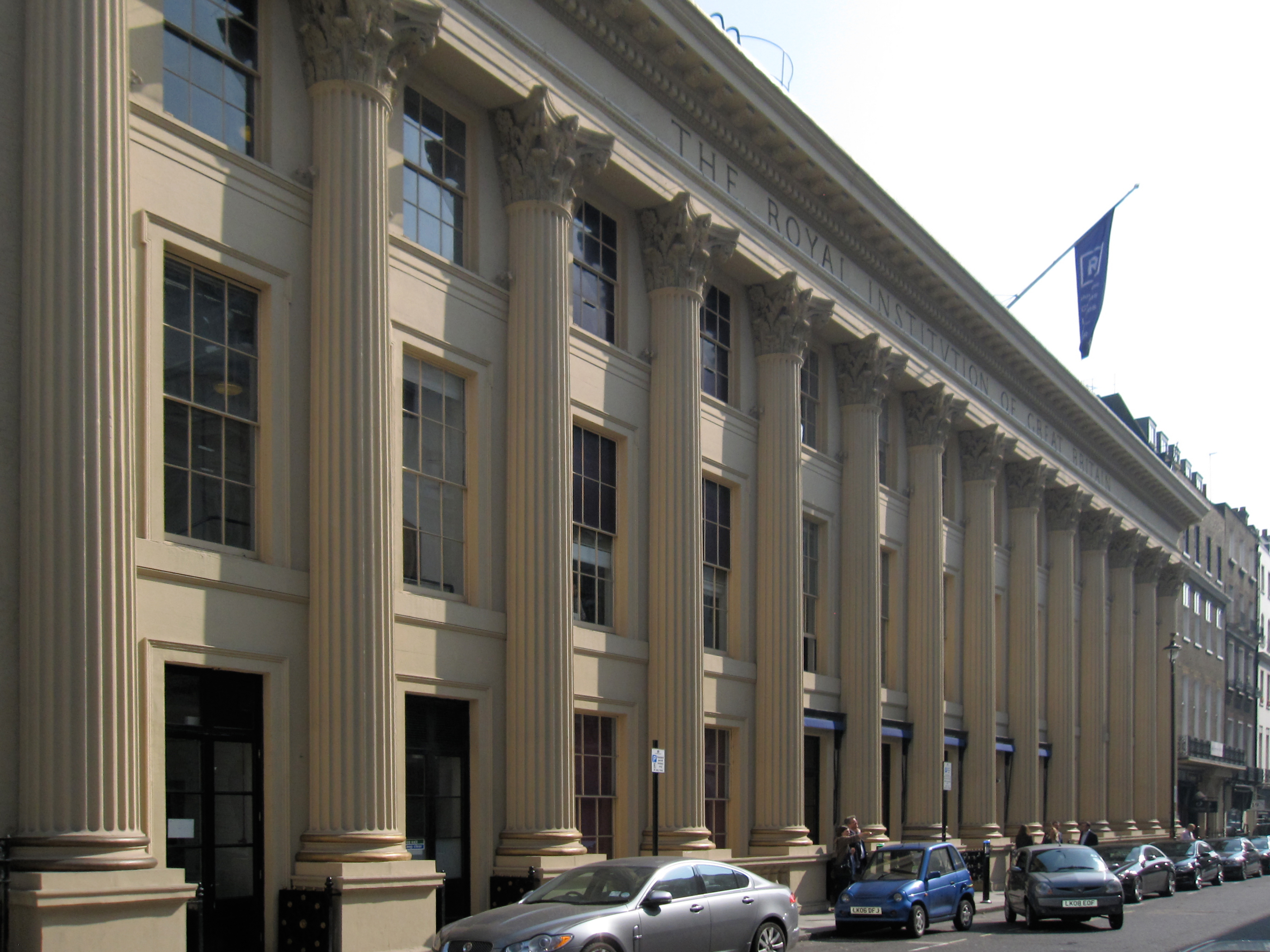
Royal Institution in der Gegenwart

Heute ist die Royal Institution eine moderne Organisation, die „die Verbreitung der Wissenschaft zur Anwendung der Wissenschaft im alltäglichen Leben“ fördern möchte. Die Mitgliedschaft steht jedem, ohne Ernennungverfahren oder akademische Anforderungen, gegen Zahlung eines jährlichen Beitrags offen. Schulmitgliedschaft ist frei.
Die Royal Institution (heute abgekürzt als das RI) hat ein erhebliches Bildungsprogramm für Naturwissenschaften, auch an Schulen. Sie hält über hundert Kurse pro Jahr in einer breiten Zahl von Themen. Die Freitagabend-Vorträge finden wöchentlich statt und dauern eine Stunde. Der Eintritt zu diesen Vorträgen ist für alle Mitglieder und ihre Gäste frei. Traditionsgemäß wird zu diesen Veranstaltungen Abendgarderobe getragen, obwohl diese nicht mehr obligatorisch ist. Viele andere Veranstaltungen und Vorträge werden an der Albemarle Street und an anderen Schauplätzen im ganzen Land gehalten.
Bis 2007 wurde Forschung betrieben. Insbesondere in der Feststoffchemie galt das hauseigene Labor als eines der besten des Vereinigten Königreichs. Da das Haus jedoch in Zukunft stärker anderen, insbesondere gastronomischen und musealen, Zwecken dienen sollte, entschlossen sich die Wissenschaftler zu einem Umzug in das University College London. Somit findet in den Gebäuden der Institution zum ersten Mal seit der Gründung 1799 keine Forschung mehr statt.

## Faraday-Museum

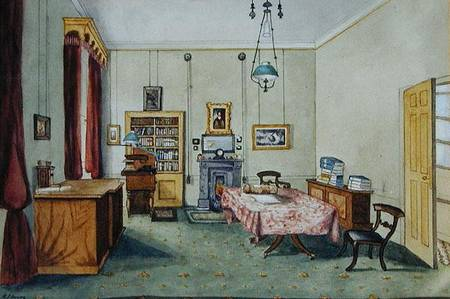
Faradays Arbeitszimmer

1973 öffnete die Royal Institution ein Museum, das Michael Faraday gewidmet wurde. Es ist im Hauptgebäude in der Albemarle Street untergebracht und ist für die Öffentlichkeit während der normalen wochentäglichen Öffnungszeiten zugänglich. Es gibt dort eine Rekonstruktion des Labors von Faraday und einen zweiten Raum, der weitere historische Apparate, unter anderem die Gegenstände von Faraday enthält.

## Liste der Präsidenten
Beginnend mit dem Jahr 1799 gab es 15 Präsidenten.
- 1799 – George Finch, 9. Earl of Winchilsea
- 1813 – George John Spencer, 2. Earl Spencer
- 1825 – Thomas Pelham, 2. Earl of Chichester (1756–1826)
- 1827 – Edward Adolphus Seymour, 11. Duke of Somerset (1775–1855)
- 1842 – Algernon Percy, 4. Duke of Northumberland (1792–1865)
- 1865 – Sir Henry Holland, 1. Baronet (1788–1873)
- 1873 – Algernon Percy, 6. Duke of Northumberland (1810–1899)
- 1899 – Henry Percy, 7. Duke of Northumberland (1846–1918)
- 1918 – Alan Percy, 8. Duke of Northumberland (1880–1930)
- 1930 – Eustace Percy, 1. Baron Percy of Newcastle (1887–1958)
- 1945 – Robert Strutt, 4. Baron Rayleigh (1875–1947)
- 1948 – John Moore-Brabazon, 1. Baron Brabazon of Tara
- 1963 – Alexander Fleck, 1. Baron Fleck (1889–1968)
- 1968 – Sir William Wellclose Davis (1901–1987)
- 1969 – Roxbee Cox, Baron Kings Norton (1902–1997)
- 1976 – Edward, 2. Duke of Kent

## Weiterführende Literatur
- The prospectus, charter, ordinances and bye-laws of the Royal Institution of Great Britain: Together with lists of proprietors and subscribers, and an appendix. London 1800 (online).
- Frank Greenaway, Morris Berman, Sophie Forgan, Donovan Chilton (Hrsg.): Archives of the Royal Institution, Minutes of the Managers’ Meetings, 1799–1903. 7 Bände, Scolar, London 1971–1976.
- Frank A. J. L. James: The common purposes of life: Science and society at the Royal Institution of Great Britain. Ashgate, 2002, ISBN 0-7546-0960-X.
- Frank A. J. L. James, Anthony Peers: Constructing Space for Science at the Royal Institution of Great Britain. In: Physics in Perspective. Band 9, 2007, S. 130–185, doi:10.1007/s00016-006-0303-5.
- Bence Jones: The Royal institution: its founder and its first professors. Longmans, Green, & Co., London 1871 (online).